# Estádio Municipal Carlos Colnaghi
O Estádio Municipal Carlos Colnaghi, também conhecido como Carlos Colnaghi ou Arena Capivari é um estádio de futebol localizado na cidade de Capivari, no estado de São Paulo, pertence à Prefeitura Municipal, onde o Capivariano Futebol Clube manda suas partidas. Sua capacidade atual é para 14.651 pessoas.

## Arena
Recebeu reformas para ampliação para ao menos 19.000 torcedores e construção de novas cabines de imprensa. As obras da Arena Multiuso foram entregues em janeiro de 2015 visando a disputa do Campeonato Paulista da Série A1 daquele ano pelo time da cidade.